# Drahtwarenmacher

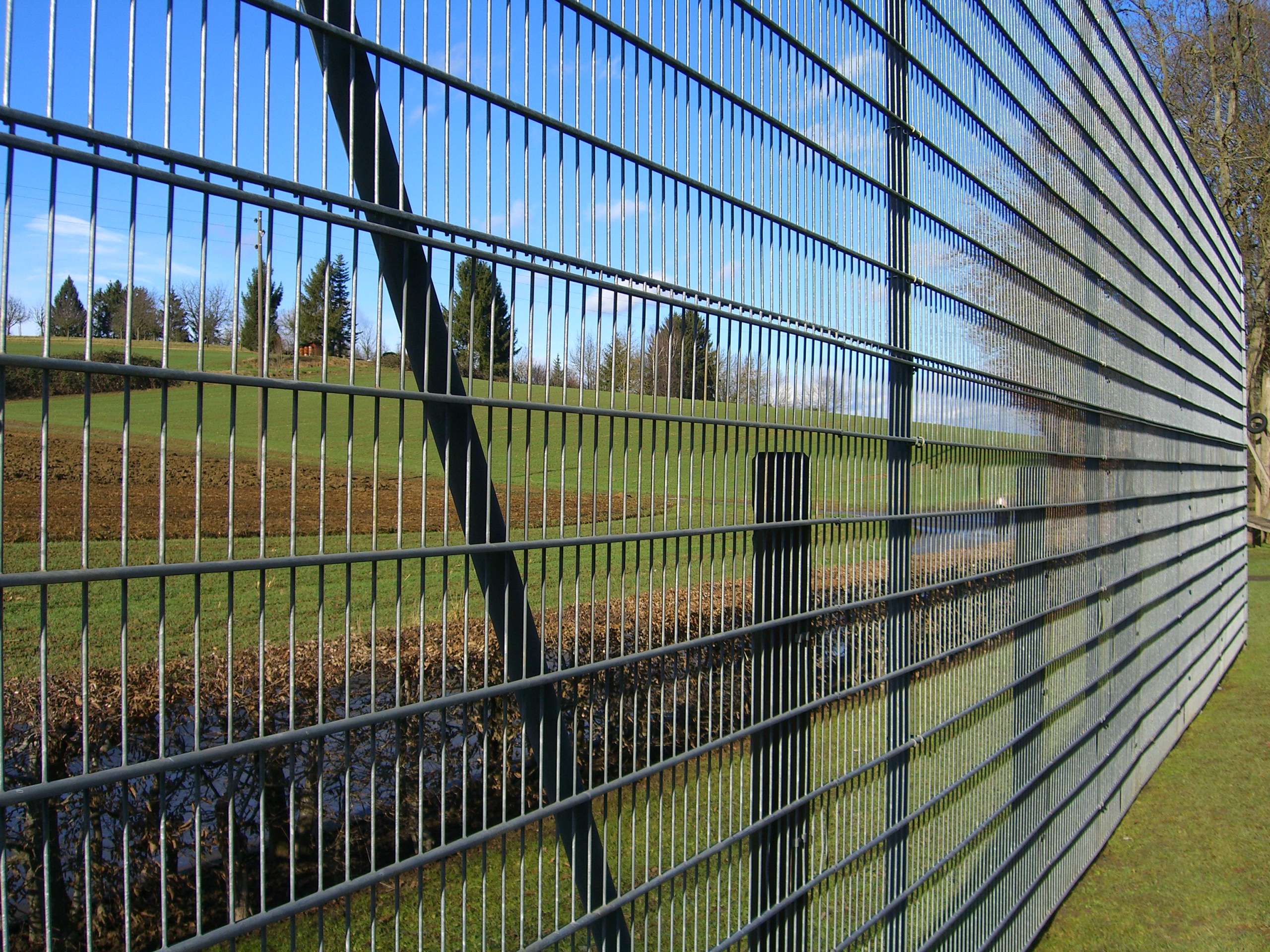
Typisches Produkt eines Drahtwarenmachers

Der Drahtwarenmacher war bis zum 31. Juli 2013 ein staatlich anerkannter Ausbildungsberuf nach Berufsbildungsgesetz (BBiG). Er wurde zum 1. August 2013 durch den Ausbildungsberuf Fachkraft für Metalltechnik ersetzt.

## Ausbildungsdauer und Struktur
Die Ausbildungsdauer zum Drahtwarenmacher beträgt in der Regel zwei Jahre. Die Ausbildung erfolgt an den Lernorten Betrieb und Berufsschule.
Der Beruf gilt als so genannter „Alt-Metall-Beruf“, da er bereits vor dem Inkrafttreten des Berufbildungsgesetzes existiert. Er wurde am 30. März 1940 anerkannt. Diese Berufe gelten nach § 108 Abs. 1 BBiG als Ausbildungsberufe im Sinne des § 25 BBiG, bis eine reguläre Ausbildungsordnung geschaffen wird.

## Arbeitsgebiete
Drahtwarenmacher stellen Toranlagen, Zäune und Gitter her. Sie verarbeiten dazu Draht aus Stahl, Kupfer, Messung oder Leichtmetall sowie Metallprofile zu Drahtgeweben und Gittern.

## Entwicklung

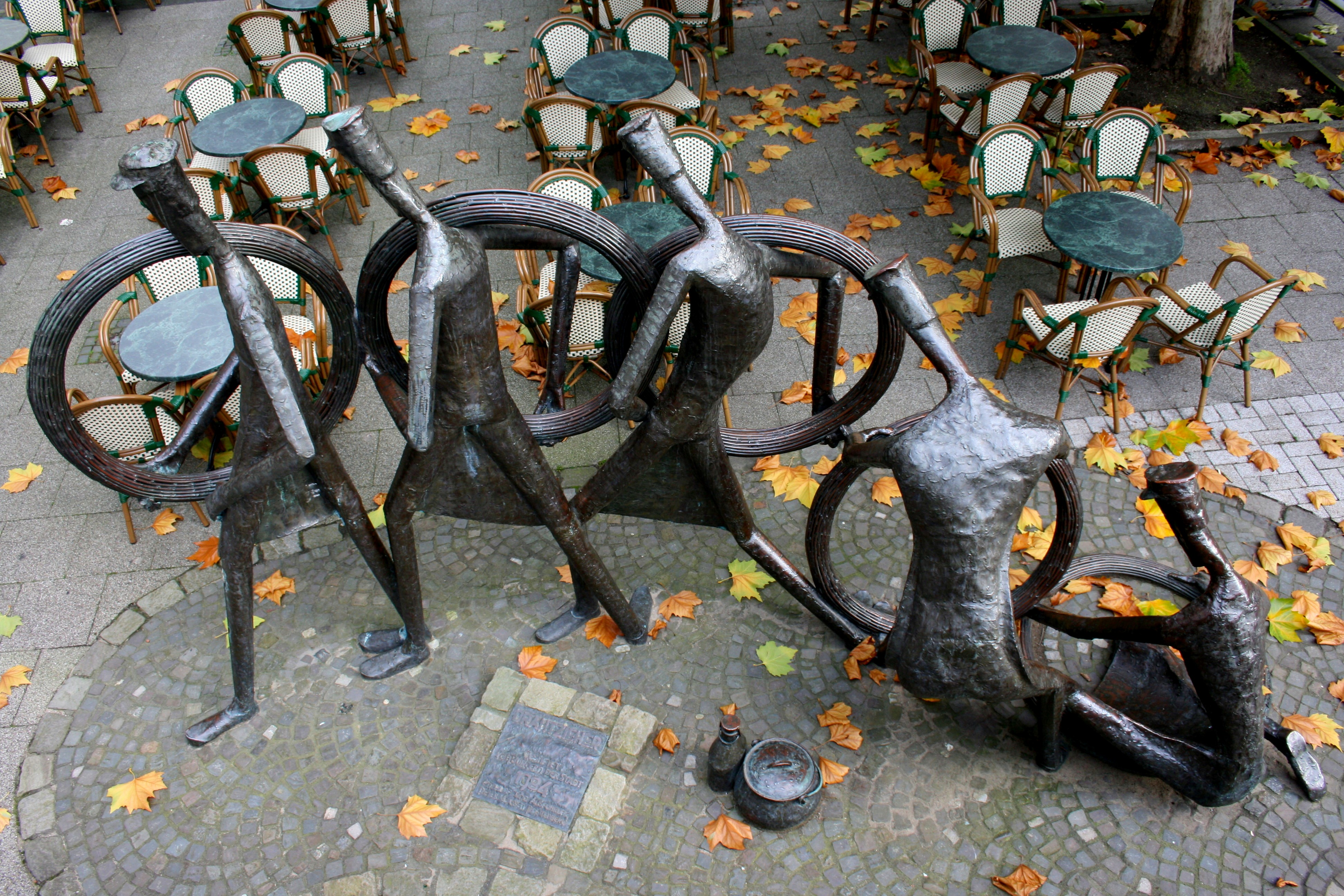
Drahtzieherdenkmal in Altena

Die Ausbildungsvorschriften für den Beruf aus dem Jahr 1940 sind veraltet. Es fehlt eine Ausbildungsordnung mit detaillierten Inhalten sowie modernen Prüfungsanforderungen. Das Bundesinstitut für Berufsbildung hat daher im Jahr 2009 diesen und weitere Berufe vor dem Inkrafttreten des Berufsbildungsgesetzes untersucht.
Das BiBB kommt in seiner Untersuchung zu dem Schluss, dass diese Ausbildungsberufe in einen neuen Ausbildungsberuf mit Schwerpunkten oder Fachrichtungen einfließen könnten. Als Arbeitstitel wurde Fachkraft für Metalltechnik gewählt. Der Beruf könnte einen breit angelegten Qualifizierungssockel umfassen und im zweiten Jahr eine Differenzierung in einzelne Bereiche vornehmen. Innerhalb dieses Berufes könnten die Qualifikationen eines Drahtwarenmachers gemeinsam mit denen der Federmacher und Drahtzieher in einem Schwerpunkt „Draht- und Federntechnik“ gebündelt werden.
Denkbar wäre weiterhin, dass ein Auszubildender, der seine Ausbildung als Fachkraft für Metalltechnik erfolgreich abgelegt hat, seine Ausbildung in einem drei oder dreieinhalbjährigen industriellen Metallberuf fortsetzen kann, z. B. als Industriemechaniker oder Verfahrensmechaniker für Kunststoff- und Kautschuktechnik. Dabei sollte die bereits absolvierte Ausbildungszeit angerechnet werden.